# Radolin
Radolin (prononciation : [raˈdɔlin], en allemand : Radolin) est un  village polonais de la gmina de Trzcianka dans le powiat de Czarnków-Trzcianka de la voïvodie de Grande-Pologne dans le centre-ouest de la Pologne.
Il se situe à environ 8 kilomètres au sud-est de Trzcianka (siège de la gmina), à 12 kilomètres au nord de Czarnków (siège du powiat), et à 72 kilomètres au nord de Poznań (capitale de la Grande-Pologne).

## Histoire
De 1975 à 1998, le village faisait partie du territoire de la voïvodie de Piła.

Depuis 1999, Radolin est situé dans la voïvodie de Grande-Pologne.